# Prima Lega 2024-2025 (Sudan)
La Prima Lega 2024-2025, anche nota come Sudan Premier League 2024-2025, è stata la cinquantacinquesima edizione della massima divisione del campionato di calcio del Sudan. Il campionato è iniziato il 10 gennaio 2025 e sarebbe dovuto terminare nel maggio successivo, ma a causa della guerra civile nel paese è stato prolungato, terminando il 22 luglio 2025. 
L'Al-Hilal Omdurman era la squadra campione in carica, avendo vinto il suo trentunesimo titolo nazionale nell'edizione 2024, e si è riconfermato conquistando il suo trentaduesimo campionato.

## Stagione

### Novità
La federazione ha riformato la struttura del campionato, passando a 23 squadre partecipanti, suddivise in quattro gironi su base geografica.

### Formula
Le 23 squadre partecipanti sono divise su base geografica in quattro gironi, tre da sei e uno da cinque squadre, che giocano con partite di andata e ritorno, per un totale di 10 giornate. Al termine della stagione regolare le prime due classificate di ogni girone si qualificano per la fase finale, un girone di sola andata per un totale di 7 ulteriori giornate. La vincente del gruppo scudetto è campione di Sudan e ottiene la qualificazione per la CAF Champions League 2025-2026. Non sono previste retrocessioni.

## Stagione regolare

### Girone Est
|  | Pos. | Squadra                | Pt | G | V | N | P | GF | GS | DR |
|  | ---- | ---------------------- | -- | - | - | - | - | -- | -- | -- |
|  | 1.   | Al-Merghani            | 13 | 8 | 3 | 4 | 1 | 9  | 6  | +3 |
|  | 2.   | Al-Hilal               | 12 | 8 | 2 | 6 | 0 | 7  | 5  | +2 |
|  | 3.   | Al-Hilal Al-Manaqil    | 9  | 8 | 2 | 3 | 3 | 8  | 7  | +1 |
|  | 4.   | Al-Shorta              | 9  | 8 | 2 | 3 | 3 | 8  | 8  | +0 |
|  | 5.   | Hay al-Arab Port Sudan | 8  | 8 | 2 | 2 | 4 | 8  | 14 | -6 |
|  | ---  | Wad Nubawi             |    |   |   |   |   |    |    |    |

Legenda
      Ammesse al Gruppo scudetto
Note:
Tre punti a vittoria, uno a pareggio, zero a sconfitta.

### Girone Nilo
|  | Pos. | Squadra            | Pt | G | V | N | P | GF | GS | DR |
|  | ---- | ------------------ | -- | - | - | - | - | -- | -- | -- |
|  | 1.   | Al-Ahli Wad Medani | 16 | 8 | 5 | 1 | 2 | 11 | 6  | +5 |
|  | 2.   | Alamal Atbara      | 14 | 8 | 3 | 5 | 0 | 11 | 7  | +4 |
|  | 3.   | Al-Ahli Khartoum   | 9  | 8 | 2 | 3 | 3 | 8  | 10 | -2 |
|  | 4.   | Al-Fallah Atbara   | 9  | 8 | 2 | 3 | 3 | 7  | 9  | -2 |
|  | 5.   | Al-Ahly Shendi     | 5  | 8 | 1 | 2 | 5 | 2  | 7  | -5 |

Legenda
      Ammesse al Gruppo scudetto
Note:
Tre punti a vittoria, uno a pareggio, zero a sconfitta.

### Girone Nord
|  | Pos. | Squadra          | Pt | G | V | N | P | GF | GS | DR |
|  | ---- | ---------------- | -- | - | - | - | - | -- | -- | -- |
|  | 1.   | Hay Al-Wahdi     | 12 | 6 | 3 | 3 | 0 | 6  | 3  | +3 |
|  | 2.   | Umm Mughad       | 8  | 6 | 1 | 5 | 0 | 5  | 4  | +1 |
|  | 3.   | Al-Ahli Merowe   | 6  | 6 | 1 | 3 | 2 | 2  | 3  | -1 |
|  | 4.   | Kober            | 4  | 6 | 1 | 1 | 4 | 3  | 6  | -3 |
|  | ---  | Al-Zoma Khartoum |    |   |   |   |   |    |    |    |
|  | ---  | Tuti             |    |   |   |   |   |    |    |    |

Legenda
      Ammesse al Gruppo scudetto
Note:
Tre punti a vittoria, uno a pareggio, zero a sconfitta.

### Girone Ovest
|  | Pos. | Squadra              | Pt | G  | V | N | P | GF | GS | DR |
|  | ---- | -------------------- | -- | -- | - | - | - | -- | -- | -- |
|  | 1.   | Al-Merrikh           | 19 | 10 | 6 | 1 | 3 | 18 | 12 | +6 |
|  | 2.   | Al-Zamala Umm Ruwaba | 17 | 10 | 4 | 5 | 1 | 16 | 11 | +5 |
|  | 3.   | Al-Rabta             | 14 | 10 | 3 | 5 | 2 | 8  | 9  | -1 |
|  | 4.   | Al-Hilal             | 12 | 10 | 3 | 3 | 4 | 14 | 14 | 0  |
|  | 5.   | Haidob En Nahud      | 12 | 10 | 3 | 3 | 4 | 10 | 13 | -3 |
|  | 6.   | Al-Merrikh           | 6  | 10 | 1 | 3 | 6 | 9  | 16 | -7 |

Legenda
      Ammesse al Gruppo scudetto
Note:
Tre punti a vittoria, uno a pareggio, zero a sconfitta.

## Gruppo scudetto
Nonostante abbiano ottenuto la qualificazione attraverso la fase iniziale, Al-Hilal e Umm Mughad si sono ritirate dal girone scudetto. Al loro posto sono state ammesse Al-Hilal Omdurman e Al-Merreikh, nonostante queste non avessero preso parte alla stagione regolare.

### Classifica finale
|                  | Pos. | Squadra              | Pt | G | V | N | P | GF | GS | DR  |
| ---------------- | ---- | -------------------- | -- | - | - | - | - | -- | -- | --- |
| Sudan (bandiera) | 1.   | Al-Hilal Omdurman    | 14 | 7 | 4 | 2 | 1 | 15 | 4  | +11 |
|                  | 2.   | Al-Ahli Wad Medani   | 14 | 7 | 4 | 2 | 1 | 8  | 2  | +6  |
|                  | 3.   | Al-Merrikh           | 12 | 7 | 3 | 3 | 1 | 5  | 6  | -1  |
|                  | 4.   | Al-Zamala Umm Ruwaba | 11 | 7 | 3 | 2 | 2 | 7  | 5  | +2  |
|                  | 5.   | Alamal Atbara        | 8  | 7 | 2 | 2 | 3 | 7  | 7  | 0   |
|                  | 6.   | Hay Al-Wahdi         | 7  | 7 | 1 | 4 | 2 | 5  | 8  | -3  |
|                  | 7.   | Al-Merghani          | 6  | 7 | 1 | 3 | 3 | 4  | 9  | -5  |
|                  | 8.   | Al-Merreikh          | 2  | 7 | 0 | 2 | 5 | 3  | 13 | -10 |

Legenda:
      Campione del Sudan e qualificata per la CAF Champions League 2025-2026
      Qualificata per la CAF Champions League 2025-2026
      Qualificata per la Coppa della Confederazione CAF 2025-2026
Note:

Tre punti a vittoria, uno a pareggio, zero a sconfitta.